# Biko (chanson)
Pour l'activiste anti-apartheid sud-africain, voir Steve Biko.
 (novembre 2016).
Si vous disposez d'ouvrages ou d'articles de référence ou si vous connaissez des sites web de qualité traitant du thème abordé ici, merci de compléter l'article en donnant les références utiles à sa vérifiabilité et en les liant à la section « Notes et références ».
Singles de Peter Gabriel
"No Self Control"
(1980) "Shock the Monkey"
(1982)
Biko est une chanson écrite, composée et interprétée par Peter Gabriel paru en 1980 sur son troisième album éponyme.
Biko est une chanson de protestation anti-apartheid par le chanteur anglais Peter Gabriel. 
La chanson est un panégyrique musical, inspiré par la mort de l'activiste anti-apartheid sud-africain noir Steve Biko lors de sa garde à vue le 12 septembre 1977. Gabriel a écrit la chanson après avoir entendu parler de la mort de Biko dans les journaux. Influencée par l'intérêt croissant de Gabriel pour les styles musicaux africains, la chanson a une rythmique jouée sur un tambour brésilien et une percussion vocale, en plus d'une guitare déformée et un son de cornemuse synthétisé. Les paroles, qui ont inclus des expressions xhosa, décrivent la mort de Biko et la violence sous le gouvernement d'apartheid. 
Biko a été positivement reçue, avec des critiques concernant l'instrumentation, les paroles et les chants de Gabriel. Un commentaire de 2013 a qualifié de « puissamment obsédante » la chanson, tandis que le site Web d'examen AllMusic l'a décrite comme « un accomplissement stupéfiant pour son temps ». Elle a été interdite en Afrique du Sud, où le gouvernement l'a vue comme une menace à la sécurité. Biko était un point de repère personnel pour Gabriel[pas clair], devenant une de ses chansons les plus populaires et suscitant sa participation dans l'activisme des droits de l'homme. Elle avait aussi un impact politique énorme avec d'autres musiques contemporaines qui critiquent l'apartheid. Elle a inspiré des projets musicaux comme la Ville Solaire et a été appelée « sans doute la chanson de protestation anti-apartheid non-sud-africaine la plus significative »[réf. nécessaire].

## Historique
Troisième et dernier extrait de l'album de l'ancien leader de Genesis après Games Without Frontiers et No Self Control, qui signe là l'une de ses chansons les plus engagées car elle rend hommage au leader de l'opposition à l'apartheid, Steve Biko, mort en 1977, après s'être fait arrêter et torturer en prison. À l'origine, ce morceau fut joué pour la première fois en tournée au Reading Festival en 1979 alors que Peter n'a écrit que le second couplet[réf. nécessaire]. Une version en allemand est aussi publiée sur son album Ein deutsches Album.
Cinq ans plus tard, Peter Gabriel participe à Sun City, écrit par Steven Van Zandt, qui dénonce l'apartheid pour le collectif Artists United Against Apartheid[réf. nécessaire].
En 1986, il interprètera Biko en clôture de la tournée Amnesty International et en 1987, une version live fut enregistrée au Blossom Music Center (en) en Cuyahoga Falls, en Ohio, qui sera incluse dans la bande originale du film sur Steve Biko, Cry Freedom ; réalisé par Richard Attenborough[réf. nécessaire].
En 1989, cette chanson sera interprétée par Simple Minds pour l'album Street Fighting Years.
En 2003, Peter Gabriel interprète la chanson en Afrique du Sud où elle prend tout son sens. Introduite par des chœurs, Peter Gabriel a chanté la chanson en l'honneur de Nelson Mandela lors d'un festival caritatif (AIDS). Ce moment est reproduit dans le DVD 46664 - The Event, numéro de prisonnier de Madiba[réf. nécessaire].
En décembre 2020, Gabriel sort une nouvelle version de la chanson, enregistrée en collaboration avec vingt-cinq musiciens des quatre coins du monde tels Angélique Kidjo, Yo-Yo Ma et Meshell Ndegeocello, pour l’événement Peace Through Music: A Global Event for Social Justice du Fonds des Nations unies pour la population. La vidéo a été placée sur YouTube le 12 février 2021

## Reprises
Ray Wilson, qui avait remplacé Phil Collins comme chanteur de Genesis entre 1998 et 1999, reprend la chanson sur ses albums Unplugged (2001), Livei (2005)et An Audience And Ray Wilson (2006).